# Fermín Calbetón y Blanchón
Fermín Calbetón y Blanchón (Sant Sebastià, 4 de setembre de 1853 - Madrid, 4 de febrer de 1919) fou un advocat i polític espanyol que va ser ministre de Fomento i ministre d'Hisenda durant el regnat d'Alfons XIII. Fill de Joaquín Calbetón y Legarra.

## Biografia
Llicenciat en Dret en 1877. Després d'estudiar en Madrid, es va dedicar a la docència, després de la qual cosa va marxar a Cuba, aleshores colònia espanyola, on fins a 1887 va ocupar la Càtedra d'Hisenda Pública i Dret Polític Comparat en la Universitat de l'Havana entre 1882 i 1886.

## Diputat
En el sistema polític espanyol de l'època de la Restauració, Calbetón es va alinear amb el Partit Liberal.

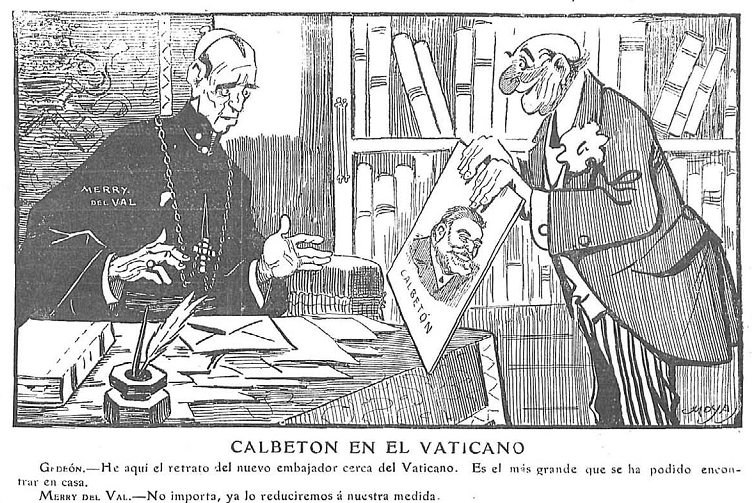
Calbetón al Vaticà, a Gedeón, març de 1912.

Sent catedràtic a l'Havana va començar la seva carrera política en ser escolit en 1884 Diputat com a representant del districte cubà de Matanzas en el Congrés espanyol. Reelegit diputat a les eleccions generals espanyoles de 1886, va renunciar a la seva acta com a representant cubà quan va ser nomenat el 25 de juny de 1887 Director General de Gracia i Justícia del Ministeri d'Ultramar. Posteriorment seria nomenat Sotssecretari del Ministeri de Gracia i Justícia.
Després del nomenament va abandonar la seva càtedra a Cuba, establint-se a Madrid. El 6 d'agost de 1887 va ser nomenat diputat de nou, aquesta vegada pel seu districte natal, Sant Sebastià, després de la renúncia del diputat electe Fermín Machimbarrena. A les eleccions generals espanyoles de 1891 es va presentar per Sant Sebastià i fou reelegit. En 1893 va ser escollit novament diputat, aquesta vegada per partida doble, tant pel districte de Sant Sebastià com pel districte cubà de Colón que pertanyia a Matanzas. En 1894 va renunciar a la seva acta de diputat per Cuba i va romandre com a diputat per Sant Sebastià fins a 1895.

## Senador
En 1898 Fermín Calbetón va ser escollit Senador per Guipúscoa. Va romandre en aquest càrrec fins a 1899. Posteriorment va ser reelegit per segona vegada senador per Guipúscoa durant la legislatura 1901-02. En 1903 el president de govern Francisco Silvela va nomenar Calbetón senador vitalici.

## Ministre
Va ser ministre de Foment entre el 9 de febrer de 1910 i el 2 de gener de 1911 en un govern presidit per Canalejas. De la seva gestió cal destacar un Reial decret que va dur a terme el seu ministeri en foment de Previsió, Socors Mutus, Segur d'Invalidesa i Assegurances Socials.
Serà també ministre d'Hisenda en el gabinet que, entre el 5 de desembre de 1918 i el 5 de febrer de 1919 va encapçalar el comte de Romanones morint en el càrrec d'una greu malaltia que va obligar Roamanones a nomenar ministre de forma interina al Marquès de Molina.
Entre altres càrrecs polítics que va exercir al llarg de la seva vida destaca la seva labor com a ambaixador davant la Santa Seu durant el pontificat de Pius X.
L'ajuntament de Sant Sebastià, com a homenatge a Calbetón, va decidir canviar de nom el Carrer Puyuelo de la Parte Zaharra com a Carrer Fermín Calbetón, ja que havia nascut en aquest carrer.